# 苏帕尔萨 (克勒兹省)
苏帕尔萨（法語：Sous-Parsat）是法国克勒兹省的一个市镇，属于奥比松区（Aubusson）圣叙尔皮克勒尚普县（Saint-Sulpice-les-Champs）。该市镇总面积9.14平方公里，2009年时的人口为145人。

## 人口
苏帕尔萨人口变化图示